# The Christmas Path
The Christmas Path es una película estadounidense familiar de 1998, dirigida por Bernard Salzmann, que a su vez la escribió, y también se encargó de la fotografía, musicalizada por Thomas Morse, el elenco está compuesto por Dee Wallace, Madylin Sweeten y Shia LaBeouf, entre otros. El filme se estrenó el 30 de enero de 1998.

## Sinopsis
Trata acerca de un ángel que fue despedido por Santa Claus, ahora tiene como objetivo restituir la fe de un nene para volver a tener sus alas.